# Atarba rhodesiae
Atarba rhodesiae är en tvåvingeart som beskrevs av Alexander 1948. Atarba rhodesiae ingår i släktet Atarba och familjen småharkrankar. Inga underarter finns listade i Catalogue of Life.